# Micah Hyde (calciatore)
Micah Anthony Hyde (Newham, 10 novembre 1974) è un ex calciatore giamaicano, di ruolo centrocampista.

## Carriera

### Club
Tra il 1993 ed il 1995 totalizza 45 presenze e 2 reti nella terza divisione inglese con il Cambridge Utd, passando poi in prestito per una stagione all'Euran Pallo, club della terza divisione finlandese, con cui mette a segno 3 gol in 10 partite. Fa quindi ritorno al Cambridge United, nel frattempo retrocesso in quarta divisione, categoria in cui rimane fino al termine della stagione 1996-1997 giocando stabilmente titolare.
Passa quindi al Watford, con cui vince la Second Division 1997-1998 (contribuendo al successo con 4 reti in 30 presenze) per poi conquistare un quinto posto in classifica nel successivo campionato di seconda divisione, con vittoria dei play-off e conseguente promozione in prima divisione, categoria in cui nella stagione 1999-2000 mette a segno 3 reti in 34 presenze; il Watford a fine stagione retrocede nuovamente in seconda divisione, categoria in cui Hyde continua a giocare fino al termine della stagione 2003-2004, risultando essere in ogni stagione tra i titolari del club (ad eccezione delle 26 presenze della stagione 2000-2001, il minimo stagionale di partite in campionato con il Watford è costituito dalle 33 presenze della stagione 2003-2004). Nell'estate del 2004 lascia il Watford dopo complessive 286 presenze e 28 reti fra tutte le competizioni ufficiali, e si accasa al Burnley, con cui disputa 3 ulteriori campionati nella seconda divisione inglese (102 presenze ed una rete nell'arco del triennio).
Dal 2007 al 2010 milita nel Peterborough Utd (2 stagioni in quarta divisione e la terza in terza divisione), mentre nella parte finale della stagione 2008-2009 gioca anche 4 partite con i semiprofessionisti del Woking, in National League; nella stagione 2008-2009 gioca nuovamente tra i professionisti, con il Barnet (41 presenze ed una rete nel campionato di Football League Two), mentre nei 3 anni seguenti gioca con i semiprofessionisti del Billericay Town, dell'Aveley ed infine per 2 stagioni del St Albans City in Southern Football League (settima divisione). Nel 2016, dopo 4 anni di inattività, gioca una partita con i dilettanti del Ware.

### Nazionale
Tra il 2001 ed il 2004 ha giocato complessivamente 17 partite con la nazionale giamaicana, segnando anche una rete.

## Palmarès

### Club

#### Competizioni nazionali
- Second Division: 1

Watford: 1997-1998